# Alloxane
L'alloxane ou mésoxalylurée est un composé organique basée sur un squelette pyrimidine hétérocyclique. 
Le composé ayant une forte affinité pour l'eau, il existe principalement à l'état de monohydrate qui cristallise en prismes incolores. L'alloxane existe aussi sous forme tétrahydratée et cristallise alors sous forme orthorhombique.

## Découverte
L'alloxane a été découvert en 1818 et de façon indépendante par Gaspard Brugnatelli et William Prout, par oxydation de l'acide urique par l'acide nitrique. L'acide urique était peu à peu versée dans de l'acide nitrique maintenu réfrigéré ; après un phénomène d'effervescence on récupérait des cristaux qui étaient dissout dans l'eau à 60 °C. La solution était ensuite évaporée.

L'acide urique avait été extrait par Scheele à partir de lithiases rénales humaines, et appelé acide lithique. William Prout découvrit le composé en 1818, en utilisant les excréments de Boa constrictor, composés à 90 % d'urate d'ammoniac. 
L'alloxane fut redécouvert en 1838 par Justus von Liebig et Friedrich Wöhler[réf. nécessaire] à la suite de la découverte de l'urée en 1828.
Il s'agit donc d'un des composés organiques de synthèse les plus anciennement connus.

## Étymologie
Le nom est dérivé de l'allantoïne, un produit de l'acide urique excrété par le fœtus dans l¨'allantoïde et de l'acide oxalurique, dérivé de l'acide oxalique et de l'urée, trouvé dans l'urine. 

## Synthèse et propriétés chimiques
Comme mentionné ci-dessus, l'alloxane peut être obtenu par oxydation de l'acide urique par l'acide nitrique.

L'alloxane est un puissant agent oxydant et forme un hémiacétal avec son produit de réaction réduit, l'acide dialurique (dans lequel un groupe carbonyl est réduit en un groupe hydroxyle) qui est appelé alloxantine. 

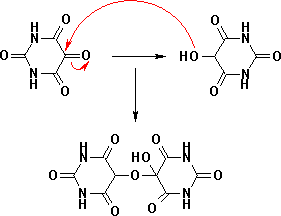
L'alloxane (à gauche) avec l'acide dialurique (à droite) et l'alloxantine (au centre)

Sa forme monohydratée peut également être utilisé pour la synthèse de barbituriques par réaction de Friedel-Crafts

### Usage commercial
L'alloxane sert de matière première dans la production de murexide, un pigment violet, découvert par Carl Wilhelm Scheele en 1776. Le murexide est produit par une réaction complexe entre l'alloxantine et l'ammoniac gazeux, se faisant in situ en plusieurs étapes.

Le murexide résulte de la condensation de l'uramyl intermédiaire non-isolé avec l'alloxane, libéré au cours de la réaction. Son nom fut inventé par Liebig et Wöhler en référence au Trunculus Murex, qui est la source du pourpre de Tyr. 

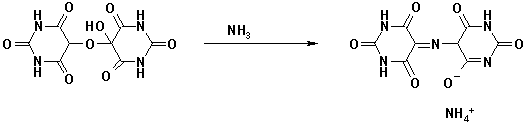
Obtention de murexide (à droite) à partir d'alloxantine (à gauche)

## Impact sur les cellules bêta du pancréas
L'alloxane exerçant une toxicité sélective sur les cellules pancréatiques productrices d'insuline, il est utilisé en laboratoire pour induire un diabète insulinoprive sur des modèles animaux. Cette propriété est probablement due à sa ressemblance structurale avec le glucose ainsi qu'à l'efficacité du système de captation du glucose (GLUT2) par les cellules bêta du pancréas de ces animaux.
Un article paru en ligne en 2005 incriminait l'utilisation d'alloxane comme additif dans la farine de blé dans la survenue de diabète chez les consommateurs et proposait la consommation de vitamine E comme antidote. Toutefois, aucune étude scientifique n'a pu établir cette assertion nutritionnelle, et la toxicité pancréatique de l'alloxane n'est pas démontrée chez les humains, même à hautes doses, probablement du fait de mécanisme de captation du glucose différant entre les humaines et les rongeurs,. L'alloxane présente cependant une toxicité hépatique et rénale à de telles doses.

## Mention dans la littérature
Dans le chapitre Azote du Système périodique, Primo Levi cherche à fabriquer de l'alloxane par oxydation de l'acide urique et cherche à obtenir cet acide à partir des excréments de Boa constrictor, un patron d'une fabrique de cosmétiques ayant lu que l'alloxane provoquait un érythème muqueux, et comptant utiliser cette propriété pour produire un « rouge naturel. » Il est cependant éconduit par le directeur du zoo de Turin, qui réserve les excréments à des firmes cosmétiques plus prestigieuses.